# Vishnu Vardhan
Vishnu Vardhan (Secunderabad, 27 de julho de 1987) é um tenista profissional indiano.

## Olimpíadas 2012
Vishnu jogou com convite olímpico. Em simples perdeu na primeira rodada para Blaz Kavcic, Vishnu e Leander Paes perderam nas duplas por 7–6 (7/3), 4–6, 6–3 contra os franceses Jo-Wilfried Tsonga e Michaël Llodra, na segunda rodada